# Seznam dílů seriálu Nebezpečná síla
Toto je seznam dílů seriálu Nebezpečná síla.

## Přehled řad
| Řada | Díly | Premiéra v USA  | Premiéra v USA    | Premiéra v ČR   | Premiéra v ČR      |
| Řada | Díly | První díl       | Poslední díl      | První díl       | Poslední díl       |
| ---- | ---- | --------------- | ----------------- | --------------- | ------------------ |
| 1    | 26   | 28. března 2020 | 17. července 2021 | 11. října 2020  | 5. prosince 2021   |
| 2    | 26   | 23. října 2021  | 7. července 2022  | 15. května 2022 | 25. listopadu 2022 |
| 3    | 13   | 20. dubna 2023  | 21. února 2024    | 12. června 2023 | nebylo vysíláno    |

## Seznam dílů

### První řada (2020–2021)
| Č. v seriálu | Č. v řadě | Původní název                    | Český název                 | Režie             | Scénář                                | Premiéra v USA     | Premiéra v ČR      | Prod. kód |
| ------------ | --------- | -------------------------------- | --------------------------- | ----------------- | ------------------------------------- | ------------------ | ------------------ | --------- |
| 1            | 1         | The Danger Force Awakens         | Nebezpečná síla se probouzí | Mike Caron        | Christopher J. Nowak                  | 28. března 2020    | 11. října 2020     | 101       |
| 2            | 2         | Say My Name                      | Řekni mé jméno              | Adam Weissman     | Jake Farrow                           | 4. dubna 2020      | 18. října 2020     | 103       |
| 3            | 3         | Ray Goes Cray                    | Rayovi hrábne               | Evelyn Belasco    | Samantha Martin                       | 11. dubna 2020     | 25. října 2020     | 102       |
| 4            | 4         | Villains' Night                  | Padoušská noc               | Michael D. Cohen  | Andrew Thomas                         | 18. dubna 2020     | 1. listopadu 2020  | 104       |
| 5            | 5         | Mime Games                       | Hra s mimy                  | Russ Reinsel      | Sam Becker                            | 25. dubna 2020     | 8. listopadu 2020  | 105       |
| 6            | 6         | Quaran-kini                      | Quaran-kini                 | Mike Caron        | Christoper J. Nowak                   | 9. května 2020     | 15. listopadu 2020 | 107       |
| 7            | 7         | Chapa's Crush                    | Zabouchnutá Chapa           | David Kendall     | Jessica Poter                         | 1. srpna 2020      | 28. října 2020     | 106       |
| 8            | 8         | Return of the Kid                | Návrat kluka                | Mike Caron        | Jake Farrow                           | 7. listopadu 2020  | 2. května 2021     | 109       |
| 9            | 9         | Mika in the Middle               | Mika v koncích              | Mike Caron        | Nathan Knetchel                       | 14. listopadu 2020 | 25. dubna 2021     | 108       |
| 10           | 10        | The Thousand Pranks War: Part I  | Žertíková válka: Část 1     | Mike Caron        | Angela Yarbrough                      | 21. listopadu 2020 | 11. dubna 2021     | 110       |
| 11           | 11        | The Thousand Pranks War: Part II | Žertíková válka: Část 2     | Mike Caron        | Angela Yarbrough                      | 28. listopadu 2020 | 18. dubna 2021     | 111       |
| 12           | 12        | Down Goes Santa: Part 1          | Santa Jde Dolů: Část 1      | Mike Caron        | Nathan Knetchel                       | 12. prosince 2020  | 27. listopadu 2021 | 112       |
| 13           | 13        | Down Goes Santa: Part 2          | Santa Jde Dolů: Část 2      | Mike Caron        | Sam Becker                            | 18. prosince 2020  | 4. prosince 2021   | 113       |
| 14           | 14        | Vidja Games                      | Videa na objednávku         | Evelyn Belasco    | Andrew Thomas                         | 23. ledna 2021     | 15. srpna 2021     | 114       |
| 15           | 15        | Test Friends                     | Testování kamarádů          | Elvira Ibragimova | Samantha Martin                       | 30. ledna 2021     | 22. srpna 2021     | 115       |
| 16           | 16        | Lil' Dynomite                    | Lil Dynamit                 | Evelyn Belasco    | Jake Farrow                           | 6. února 2021      | 3. prosince 2021   | 116       |
| 17           | 17        | Monsty                           | Monsty                      | Russ Reinsel      | Nick Dossman and Shamar Michael Curry | 20. února 2021     | 5. září 2021       | 118       |
| 18           | 18        | Twin It to Win It                | Souboj dvojčat              | Mike Caron        | Christopher J. Nowak                  | 27. února 2021     | 29. srpna 2021     | 117       |
| 19           | 19        | Radioactive Cat                  | Radioaktivní kočka          | Evelyn Belasco    | Angela Yarbrough                      | 6. března 2021     | 12. září 2021      | 119       |
| 20           | 20        | Miles Has Visions                | Miles má vize               | Adam Wiseman      | Sam Becker                            | 13. března 2021    | 19. září 2021      | 120       |
| 21           | 21        | Captain Man Strikes Out          | Kapitán stávkuje            | Mike Caron        | Nathan Knetchel                       | 12. června 2021    | 14. listopadu 2021 | 122       |
| 22           | 22        | Manlee Men                       | Muži z Manlee               | Michael D. Cohen  | Michael D. Cohen & Andrew Thomas      | 19. června 2021    | 16. prosince 2021  | 125       |
| 23           | 23        | S.W.A.G is Haunted               | S.W.A.G je strašidelný      | Adam Weissman     | Angela Yarbrough                      | 26. června 2021    | 10. prosince 2021  | 121       |
| 24           | 24        | Family Lies                      | Rodinné lži                 | Evelyn Belasco    | Christopher J. Nowak & Jake Farrow    | 3. července 2021   | 21. listopadu 2021 | 123       |
| 25           | 25        | Earth To Bose                    | Země volá Bose              | Russ Reinsel      | Samantha Martin                       | 10. července 2021  | 28. listopadu 2021 | 124       |
| 26           | 26        | Drive Hard                       | Nebezpečná jízda            | Mike Caron        | Andrew Thomas & Shamar Michael Curry  | 17. července 2021  | 5. prosince 2021   | 126       |

### Druhá řada (2021–2022)
| Č. v seriálu | Č. v řadě | Původní název               | Český název                      | Režie                 | Scénář                                       | Premiéra v USA     | Premiéra v ČR                        | Prod. kód |
| ------------ | --------- | --------------------------- | -------------------------------- | --------------------- | -------------------------------------------- | ------------------ | ------------------------------------ | --------- |
| 27           | 1         | An Imposter Among Us        | Zrádce mezi námi                 | Mike Caron            | Christopher J. Nowak                         | 23. října 2021     | 15. května 2022                      | 201       |
| 28           | 2         | A Danger Among Us           | Nebezpečí mezi námi              | Mike Caron            | Jake Farrow                                  | 30. října 2021     | 18. května 2022                      | 202       |
| 29           | 3         | A Cyborg Among Us           | Kyborg mezi námi                 | Mike Caron            | Andrew Thomas                                | 6. listopadu 2021  | 20. května 2022                      | 203       |
| 30           | 4         | A Henry Among Us            | Henry mezi námi                  | Mike Caron            | Christopher J. Nowak                         | 13. listopadu 2021 | 22. května 2022                      | 204       |
| 31           | 5         | Krampapalooza               | Krampus hrůza                    | Michael D. Cohen      | Shamar Michael Curry                         | 20. listopadu 2021 | 25. května 2022                      | 207       |
| 32           | 6         | Mika's Musical              | Muzikál Miki                     | Mike Caron            | Shukri R. Abdi                               | 6. ledna 2022      | 27. května 2022                      | 206       |
| 33           | 7         | Dude, Where's My Man Buggy? | Kámo kde mám buginu?             | Russ Reinsel          | Nathan Knetchel                              | 13. ledna 2022     | 29. května 2022                      | 205       |
| 34           | 8         | Power Problems, Part 1      | Problém se schopnosti část 1     | Evelyn Belasco        | Adrian McNair                                | 20. ledna 2022     | 2. června 2022                       | 210       |
| 35           | 9         | Power Problems, Part 2      | Problém se schopnosti část 2     | Evelyn Belasco        | Jake Farrow                                  | 27. ledna 2022     | 29. června 2022                      | 211       |
| 36           | 10        | Attack of the Clones        | Klony útočí                      | Leonard R. Garner Jr. | Jake Farrow                                  | 3. února 2022      | 3. července 2022                     | 212       |
| 37           | 11        | Bottle Snatchers            | Lahví chňapové                   | Elvira Ibragimova     | Rachel Wenitsky                              | 10. února 2022     | 16. července 2022                    | 208       |
| 38           | 12        | The Girl Who Cried Danger   | Dívka, která provolala nebezpečí | Mike Caron            | Dicky Murphy                                 | 17. února 2022     | 23. července 2022                    | 209       |
| 39           | 13        | Bilsky's Billions           | Bilskyho miliardy                | Leonard R. Garner Jr. | Andrew Thomas                                | 24. února 2022     | 31. července 2022                    | 213       |
| 40           | 14        | Jack the Clipper            | Jack rozstřihovač                | Mike Caron            | Nathan Knetchel                              | 3. března 2022     | 14. srpna 2022                       | 214       |
| 41           | 15        | The Supies                  | Supící                           | Mike Caron            | Rachel Wenitsky                              | 9. dubna 2022      | 28. srpna 2022                       | 217       |
| 42           | 16        | Alien Zoo                   | Mimozemská Zoo                   | Evelyn Belasco        | Shukri R. Abdi                               | 28. dubna 2022     | 3. září 2022                         | 215       |
| 43           | 17        | Let's Go to the Movies!     | Jdeme do kina!                   | Mike Caron            | Shamar Michael Curry                         | 5. května 2022     | 15. září 2022                        | 216       |
| 44           | 18        | Minyak Attack               | Maniak útočí                     | Mike Caron            | Dicky Murphy                                 | 12. května 2022    | 25. září 2022                        | 218       |
| 45           | 19        | Street Fightin'             | Pouliční boje                    | Evelyn Belasco        | Angela Yarbrough                             | 19. května 2022    | 10. září 2022                        | 219       |
| 46           | 20        | Chapa's Phone Home          | Navrát Chapina mobilu            | Michael D. Cohen      | Adrian McNair                                | 26. května 2022    | 17. září 2022                        | 220       |
| 47           | 21        | Uncle Hambone               | Strejda Plácal                   | Evelyn Belasco        | Marquita Brookins & Megan Kingsbury          | 9. června 2022     | 24. října 2022                       | 221       |
| 48           | 22        | New School Who Dis?         | V nové škole                     | Russ Reinsel          | Andrew Thomas                                | 16. června 2022    | 21. listopadu 2022                   | 222       |
| 49           | 23        | Class Action Heroes         | Hrdinové z normální školy        | Adam Weissman         | Nathan Knetchel & Shukri R. Abdi             | 23. června 2022    | 22. listopadu 2022                   | 223       |
| 50           | 24        | Wedding of the Trentury     | Majestrentní svatba              | Evelyn Belasco        | Shamar Michael Curry & Rachel Wenitsky       | 30. června 2022    | 23. listopadu 2022                   | 224       |
| 51-52        | 25-26     | Unmasked                    | Trojská sílaNěco jsme provedli   | Mike Caron            | Dicky Murphy & Adrian McNair and Jake Farrow | 27. července 2022  | 24. listopadu 202225. listopadu 2022 | 225-226   |

### Třetí řada (2023–2024)
| Č. v seriálu | Č. v řadě | Původní název             | Český název           | Režie                 | Scénář                              | Premiéra v USA    | Premiéra v ČR   | Prod. kód |
| ------------ | --------- | ------------------------- | --------------------- | --------------------- | ----------------------------------- | ----------------- | --------------- | --------- |
| 53           | 1         | The Force Returns Part 1  | Síla se vrací, část 1 | Mike Caron            | Christopher J. Nowak                | 20. dubna 2023    | 12. června 2023 | 301       |
| 54           | 2         | The Force Returns Part 2  | Síla se vrací, část 2 | Mike Caron            | Jake Farrow                         | 27. dubna 2023    | 13. června 2023 | 302       |
| 55           | 3         | Big Dynomite              | Velkej Dynomite       | Leonard R. Garner Jr. | Samantha Martin                     | 4. května 2023    | 14. června 2023 | 303       |
| 56           | 4         | Guardians of the Ponytail | Strážci copánků       | Leonard R. Garner Jr. | Nathan Knetchel                     | 11. května 2023   | 15. června 2023 | 304       |
| 57           | 5         | Miles Sells His Soul      | Miles zaprodal duši   | Leonard R. Garner Jr. | Shamar Michael Curry                | 18. května 2023   | 16. června 2023 | 305       |
| 58           | 6         | SwellMelonFest            |                       | Evelyn Belasco        | Sam Becker                          | 25. května 2023   | nebylo vysíláno | 306       |
| 59           | 7         | Hey, Where's Schwoz?      |                       | Jace Norman           | Nick Dossman                        | 25. prosince 2023 | nebylo vysíláno | 307       |
| 60           | 8         | Dumber Force              |                       | Michael D. Cohen      | Marquita Brookins a Megan Kingsbury | 24. ledna 2024    | nebylo vysíláno | 308       |
| 61           | 9         | Don't Go In There!        |                       | Evelyn Belasco        | Emma Samocki a Crystal Yniquez      | 31. ledna 2024    | nebylo vysíláno | 309       |
| 62           | 10        | Bose's Birthday Party     |                       | Adam Weissman         | Nathan Knetchel                     | 7. února 2024     | nebylo vysíláno | 310       |
| 63           | 11        | Ray Forgives              |                       | Elvira Ibragimova     | Sam Becker                          | 14. února 2024    | nebylo vysíláno | 311       |
| 64-65        | 12-13     | The Battle for Swellview  |                       | Mike Caron            | Jake Farrow a Christopher J. Nowak  | 21. února 2024    | nebylo vysíláno | 312-313   |

## Krátké díly
| Č. | Původní název                | Premiéra v USA | Prod. kód |
| -- | ---------------------------- | -------------- | --------- |
| 1  | Secrets Revealed!            | 8. srpna 2020  | 001       |
| 2  | Danger Force Troll Smackdown | 15. srpna 2020 | 002       |
| 3  | Leaked Video Pt. 1           | 22. srpna 2020 | 003       |
| 4  | Leaked Video Pt. 2           | 29. srpna 2020 | 004       |
| 5  | Prank War                    | 5. září 2020   | 005       |